# Robert Förstemann
Robert Förstemann, né le 5 mars 1986 à Greiz, est un coureur cycliste allemand, spécialiste des épreuves de vitesse sur piste. Il a obtenu ses principaux résultats en vitesse par équipes, discipline où il devient champion du monde en 2010.

## Biographie

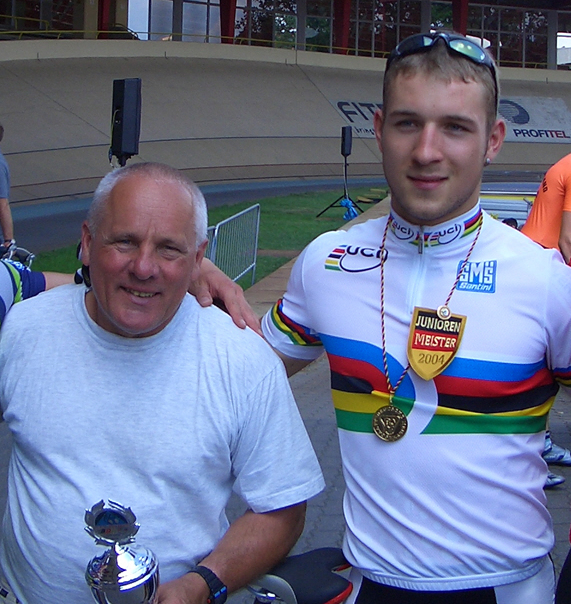
Förstemann avec son entraîneur Jochen Wilhelm en 2004.

Robert Förstemann commence le cyclisme de compétition à l'âge de 15 ans. Dès les catégories de jeunes, il remporte de nombreux succès. À ses premiers championnats nationaux en 2002, il obtient la médaille de bronze en vitesse chez les juniors. En 2004, il devient champion du monde juniors de vitesse par équipes à Los Angeles.
Depuis 2005, il fait partie de l'équipe sur piste nationale allemande. En 2006, il participe à son premier championnat du monde. En 2010, il devient champion du monde de vitesse par équipes avec Stefan Nimke et Maximilian Levy. Entre 2010 et 2014, il est quadruple champion d'Europe de vitesse par équipes.
Aux Jeux olympiques de Londres en 2012, Förstemann, ainsi que Maximilian Levy et René Enders s'adjugent la médaille de bronze en vitesse par équipes. Förstemann qui était au départ seulement remplaçant, a profité de la blessure de Stefan Nimke pour intégrer le trio. En vitesse individuelle, il se classe septième. En 2013, battu en finale par Denis Dmitriev, il est vice-champion d'Europe de vitesse individuelle, son meilleur résultat sur une compétition individuelle internationale.
Après avoir manqué les qualifications pour les Jeux olympiques de Rio de Janeiro en 2016, il annonce faire une pause pendant plusieurs mois et met fin à la collaboration avec son entraîneur Emanuel Raasch.
En janvier 2019, il chute en raison d'un défaut sur la roue avant lors des Six Jours de Brême. Il se fracture deux côtes et une clavicule et doit se faire opérer.
Le 31 décembre 2018, il annonce arrêter sa carrière de pistard au haut-niveau. Il se lance dans la pratique du paracyclisme et devient pilote pour malvoyant en tandem. Aux mondiaux de paracyclisme 2019 à Apeldoorn, il se classe septième du kilomètre avec l'athlète malvoyant Kai Kruse. L'année suivante, le duo remporte sa première médaille internationale avec le bronze dans la même discipline.

## Vie personnelle
Jusqu'en 2005, il est étudiant au lycée du sport Pierre-de-Coubertin d'Erfurt. Depuis 2009, il est officier de police à la police fédérale. Il appartient à l'école de sport de la police fédérale de Kienbaum.
Il s'est marié en juin 2011. Il est père d'un garçon depuis janvier 2013, puis d'un second garçon en 2017.

## Performances physiques et explication médicale

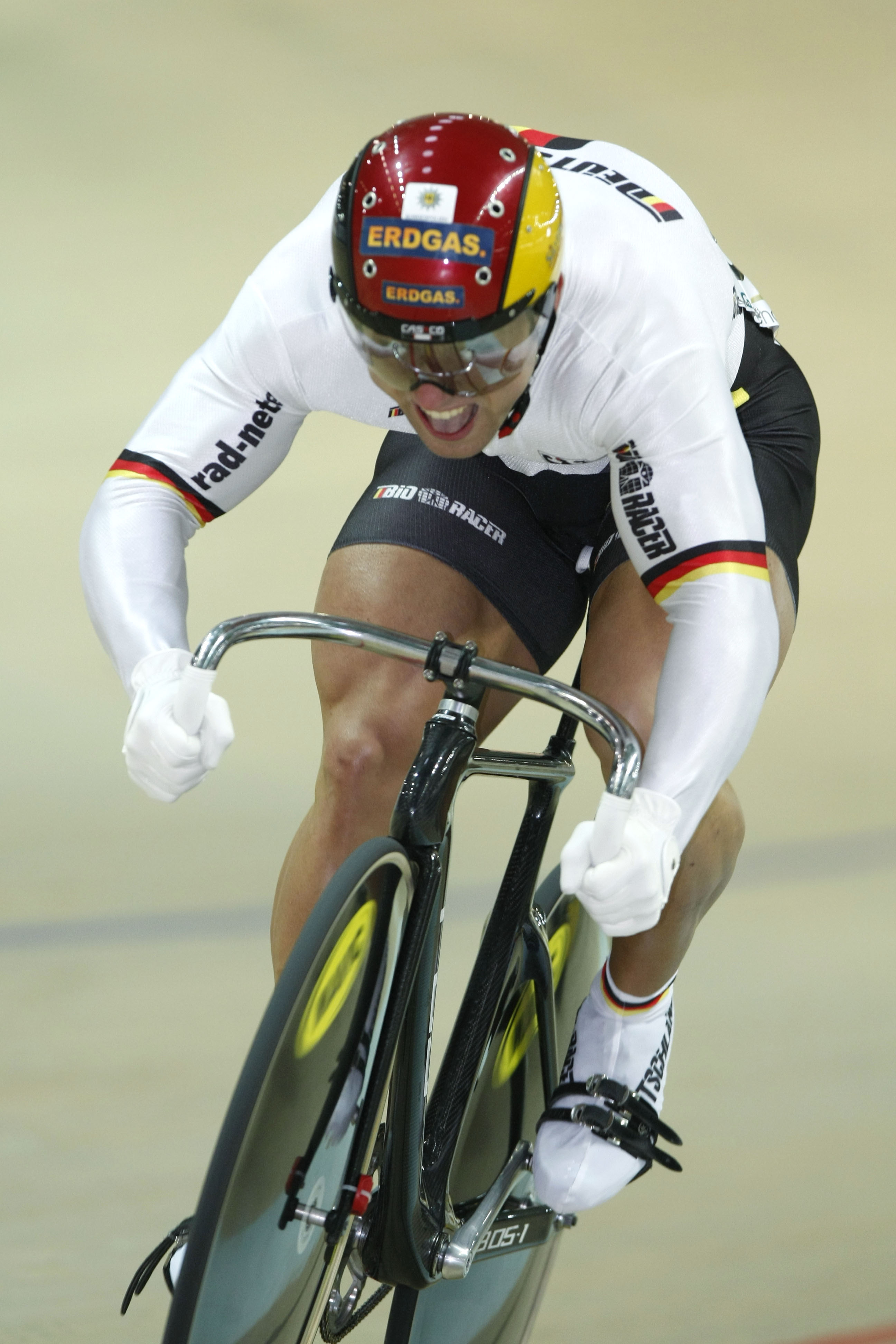
Robert Förstemann en 2009

Depuis les Jeux olympiques de 2012, il attire l'attention des médias en raison de la taille de ses cuisses, qui ont une circonférence bien supérieure à celle des autres cyclistes. Selon ses déclarations, cela s'explique par le fait qu'il est porteur d'une mutation génétique particulière qui limiterait la production de myostatine, exacerbant la croissance musculaire, et qui pourrait aboutir à une augmentation de la force.
Doté d'une force très impressionnante, il est capable de tirer un poids lourd à vide de plusieurs tonnes, à la seule aide de ses cuisses.
En 2015, lors d'une expérience sur la puissance physique, il produit suffisamment d'énergie sur un vélo pour griller une tartine en faisant fonctionner un grille-pain en pédalant. Les résultats de l'expérience montrent qu'il a été capable de produire environ 700 Watts de puissance moyenne sur 1 minute, ce qui est une très bonne performance de cycliste de haut niveau, mais très loin de son record de puissance instantanée, plutôt autour de 2400W.
Malgré cet atout, Förstemann, ne détient pas les meilleurs records mondiaux de cyclisme, ni en termes de puissance, ni en termes de performances chronométriques. En effet, d'autres critères entrent en jeu tel que l'endurance, l'aérodynamisme (qui peut être un frein de par la taille des cuisses), ou encore la technique de pédalage.

## Distinctions
En 2008, il reçoit le badge honorifique de la ville de Gera en argent, puis le badge en or en 2009 et 2010. Le 7 novembre 2012, le président fédéral Joachim Gauck lui décerne la Silbernes Lorbeerblatt, la plus haute distinction décernée par l'État pour l'excellence du sport allemand.

## Palmarès

### Jeux olympiques
- Londres 2012
  -  Médaillé de bronze de la vitesse par équipes
  - 7e de la vitesse individuelle

### Championnats du monde
- Palma de Majorque 2007
  -  Médaille de bronze de vitesse par équipes
- Pruszkow 2009
  -  Médaillé de bronze de vitesse par équipes
- Ballerup 2010
  -  Champion du monde de vitesse par équipes (avec Stefan Nimke et Maximilian Levy)
- Apeldoorn 2011
  - 8e de la vitesse individuelle
- Melbourne 2012
  - 5e de la vitesse individuelle
- Cali 2014
  -  Médaillé d'argent de la vitesse par équipes (avec Maximilian Levy et René Enders)
  - 9e de la vitesse individuelle[9]
- Saint-Quentin-en-Yvelines 2015
  -  Médaillé de bronze de la vitesse par équipes
  - 20e de la vitesse individuelle[10]
- Hong Kong 2017
  - 12e de la vitesse par équipes[11]

### Championnats du monde juniors
- 2004
  -  Champion du monde de vitesse par équipes juniors

### Coupe du monde
- 2005-2006
  - 3e de la vitesse par équipes à Manchester
- 2007-2008
  - 2e de la vitesse par équipes à Sydney
- 2008-2009
  - 1er de la vitesse par équipes à Cali
- 2009-2010
  - 2e de la vitesse à Cali
  - 2e de la vitesse par équipes à Cali
  - 3e de la vitesse par équipes à Manchester
- 2011-2012
  - 1er de la vitesse par équipes à Astana (avec Joachim Eilers et Maximilian Levy)
  - 1er de la vitesse par équipes à Londres (avec René Enders et Maximilian Levy)
  - 2e de la vitesse par équipes à Cali
  - 3e de la vitesse à Cali
  - 3e de la vitesse à Londres
- 2012-2013
  - 1er de la vitesse par équipes à Glasgow (avec René Enders et Stefan Bötticher)
  - 2e de la vitesse à Glasgow
- 2013-2014
  - 1er de la vitesse à Manchester
  - 1er de la vitesse par équipes à Manchester  (avec René Enders et Max Niederlag)
  - 1er de la vitesse par équipes à Manchester  (avec René Enders et Joachim Eilers)
- 2014-2015
  - 1er de la vitesse par équipes à Londres (avec Joachim Eilers et René Enders)
  - 2e de la vitesse par équipes à Guadalajara
- 2015-2016
  - 1er de la vitesse par équipes à Cambridge (avec Joachim Eilers et René Enders)
- 2016-2017
  - 1er de la vitesse par équipes à Cali (avec Max Niederlag, Maximilian Dörnbach et Eric Engler)
  - 2e de la vitesse par équipes à Los Angeles
  - 3e de la vitesse par équipes à Apeldoorn
- 2017-2018
  - 1er de la vitesse par équipes à Manchester (avec Joachim Eilers et Maximilian Levy)

### Championnats d'Europe
| Édition / Épreuve              | Vitesse individuelle | Vitesse par équipes                        |
| Fiorenzuola 2005               |                      | Argent                                     |
| Pruszków 2010                  |                      | Or (avec Maximilian Levy et Stefan Nimke)  |
| Apeldoorn 2011                 |                      | Or (avec René Enders et Stefan Nimke)      |
| Apeldoorn 2013                 | Argent               | Or (avec Maximilian Levy et René Enders)   |
| Baie-Mahault 2014              | Bronze               | Or (avec Tobias Wächter et Joachim Eilers) |
| Granges 2015                   |                      | Bronze                                     |
| Saint-Quentin-en-Yvelines 2016 |                      | Bronze                                     |
| Berlin 2017                    |                      | Argent                                     |

### Championnat d'Allemagne
- Champion d’Allemagne de vitesse par équipes juniors : 2003

- Champion d'Allemagne du kilomètre : 2008
- Champion d'Allemagne de vitesse individuelle : 2008 et 2013
- Champion d'Allemagne de vitesse par équipes : 2009, 2011, 2013, 2014, 2015 et 2016